# مشنق
مشنق هي قرية في مقاطعة شبستر، إيران. يقدر عدد سكانها بـ 515 نسمة بحسب إحصاء 2016.